# 新潟県立高田盲学校
新潟県立高田盲学校（にいがたけんりつ たかだもうがっこう）は、かつて新潟県上越市寺町二丁目にあった県立盲学校。
1886年に眼科医の杉本直形・大森隆碩らが「訓盲談話会」を組織し、1887年に会名を「盲人矯風研技会」に改めて、寺町の光樹寺で組織的な学校教育を開始したことが同校の起源である。
京都盲唖院、東京の楽善会訓盲院に次いで、全国で3番目に設立された歴史を有する盲学校で、上越地域における視覚障害教育の中心校でもあったが、2006年3月31日をもって閉校した。閉校後は、小・中学部は新潟県立上越養護学校（現：新潟県立上越特別支援学校）内に新潟県立新潟盲学校高田分校として新たに開設され、高等部は新潟県立新潟盲学校に統合された。
しかし、上越特別支援学校内に開設された高田分校は、2012年4月1日より休校、2013年3月31日をもって閉校した。
なお、同校で教鞭をとった粟津キヨの生涯を取り上げた市川信夫の小説作品に『ふみ子の海』（映画化もされている）があるが、その中で高田盲学校もたびたび登場する。

## 沿革
- 1886年（明治19年） - 眼科医の杉本直形・大森隆碩らが「訓盲談話会」を設立
- 1887年（明治20年）11月30日 - 「盲人矯風研技会」に改称。同年を学校の創立年とする
- 1891年（明治24年） - 「私立訓矇学校」に改称
- 1949年（昭和24年）4月1日 - 「私立高田盲学校」が新潟県に移管し[2]「新潟県立高田盲学校」に改称
- 2006年（平成18年）3月31日 - 閉校

## 学校行事
- 4月
  - 始業式
  - 校外作品展（寺町郵便局）
- 5月
  - 審判講習会
  - 春の遠足
  - 校内弁論大会・作文発表会
- 6月
  - 北信越盲学校女子フロアーバレーボール大会
  - 北信越盲学校弁論大会
- 7月
  - 目や見え方巡回相談会
  - 北信越盲学校グランドソフトボール大会
  - 1学期終業式
- 8月
  - サマースクール

アイスクール
- 10月
  - 生徒会行事
  - 進路講話
- 11月
  - 校内音楽鑑賞会
  - 盲導犬体験会
  - 創立記念日
  - 卒業レポート発表会
- 12月
  - 2学期終業式
- 2月
  - あん摩・マッサージ・指圧師、はり師、きゅう師国家試験
- 3月
  - 卒業式